# Oncis ponsonbyi
Oncis ponsonbyi is een slakkensoort uit de familie van de Onchidiidae. De wetenschappelijke naam van de soort is voor het eerst geldig gepubliceerd in 1901 door Collinge.